# Château Pallotta
Le château Pallotta  est situé dans la commune de Caldarola, province de Macerata dans les Marches,.

## Historique
Construit vers la seconde moitié du IXe siècle sur les pentes de la colline de Colcù et modifié vers la fin du XVIe siècle grâce aux intentions du cardinal Giovanni Evangelista Pallotta de vouloir l'utiliser comme résidence d'été en y apportant des améliorations de style Renaissance et célébrer le prestige des Pallotta, qui comptaient bien quatre cardinaux dans sa famille. 
Il a accueilli, entre autres, le pape Clément VIII et la reine Christine de Suède.

## Description
Récemment, le château, dont les murs d'enceinte, le chemin de ronde, les remparts crénelés et le pont-levis sont encore intacts, a d'abord été fermé puis rouvert à la fin des travaux de restauration effectués pour réparer les dégâts causés par le tremblement de terre de 1997. 
Actuellement au moins une vingtaine de pièces peuvent être visitées dont la salle des calèches, la salle d'armes où sont conservées armures, épées, hallebardes et fusils, la cuisine qui conserve les objets en cuivre, terre cuite et céramique, la chambre à coucher, la salle à manger salle décorée de céramiques des Marches réalisées au XVIIIe siècle, la bibliothèque avec une œuvre de Simone de Magistris et la chapelle intérieure. Tous les espaces sont constitués de meubles et de tapisseries originaux des XVIe et XVIIe siècles, parfaitement conservés.

## Galerie

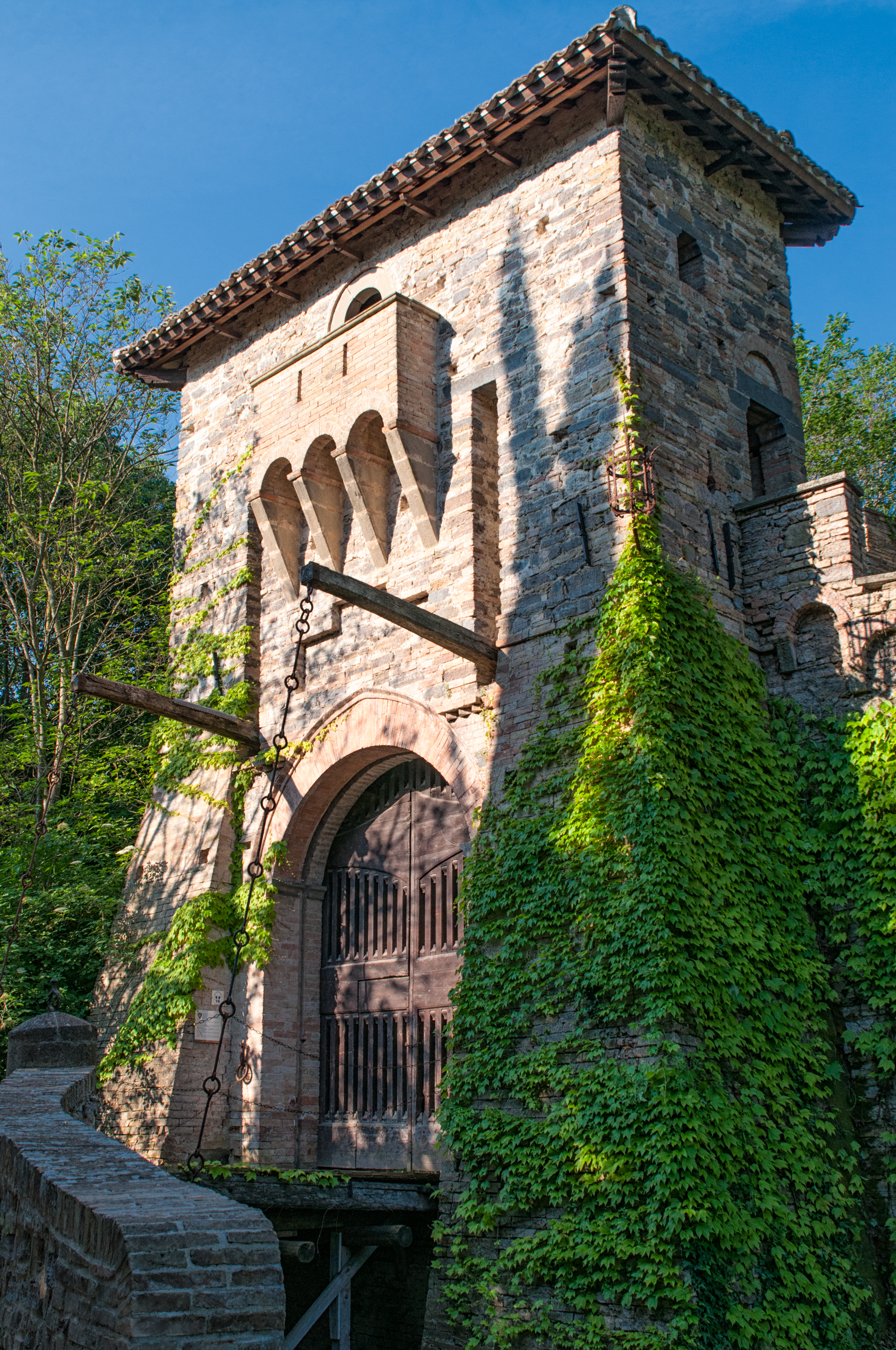
Le pont-levis.
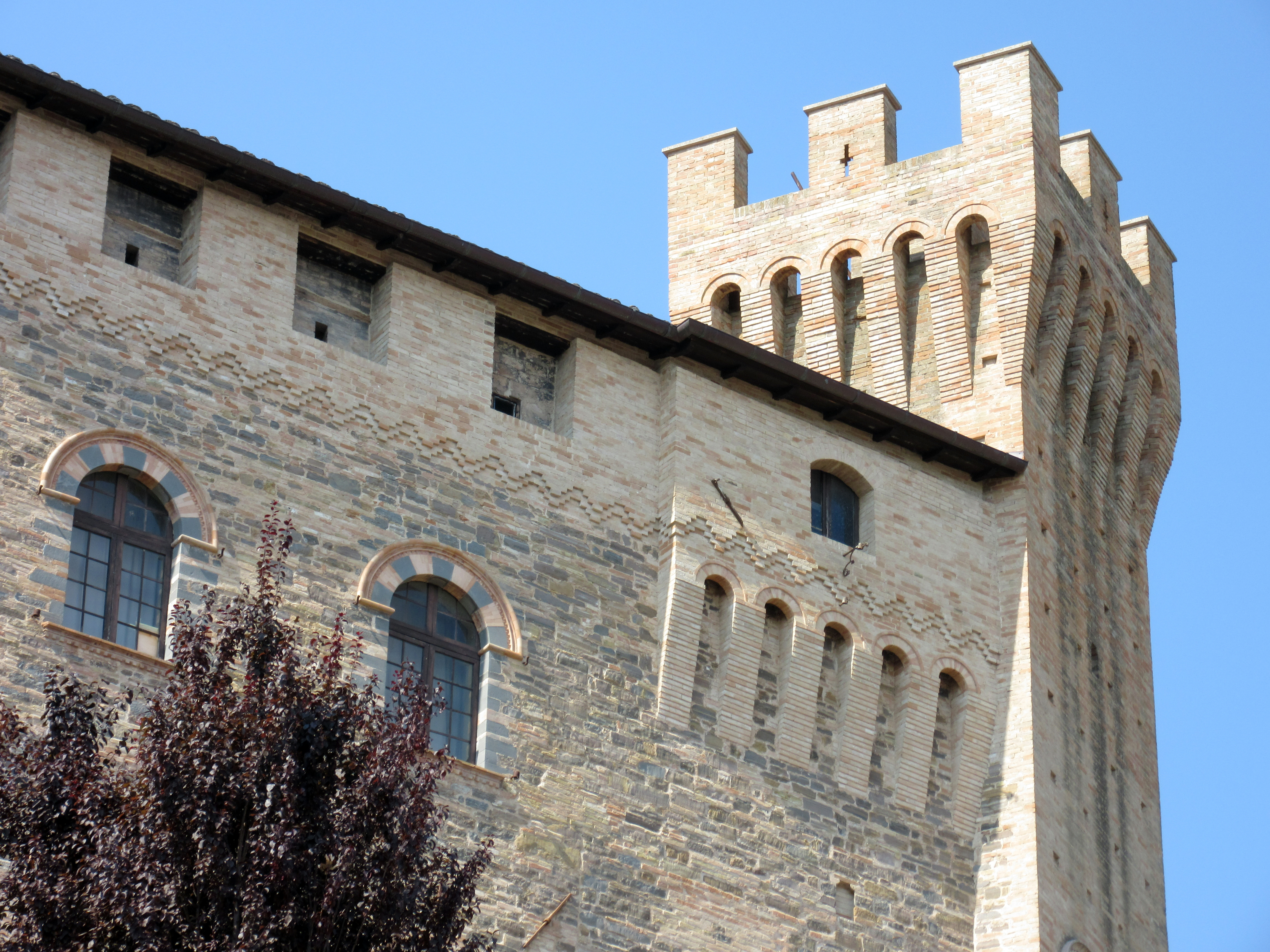
La tour au sommet crénelé.
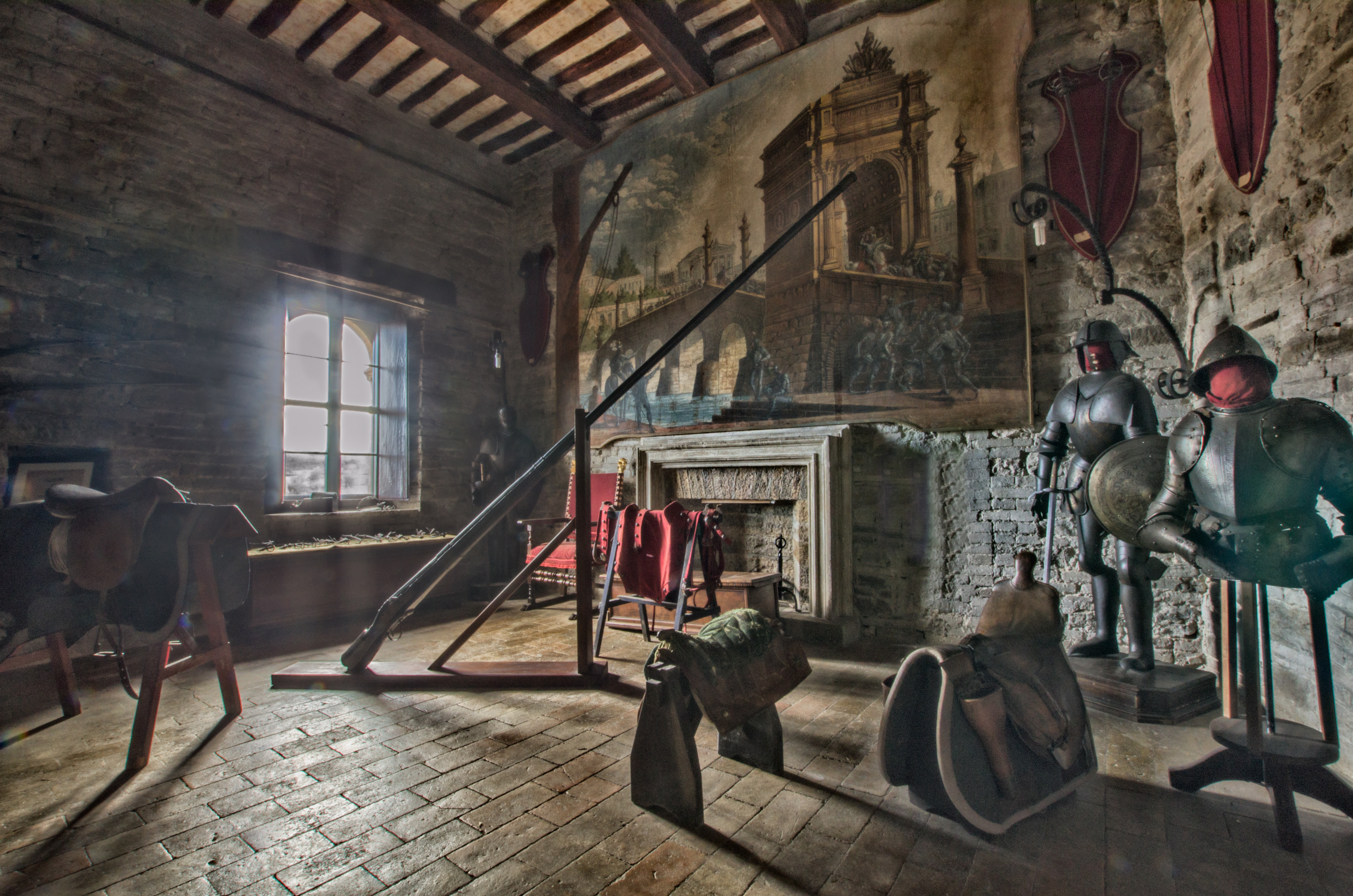
La salle d'armes.
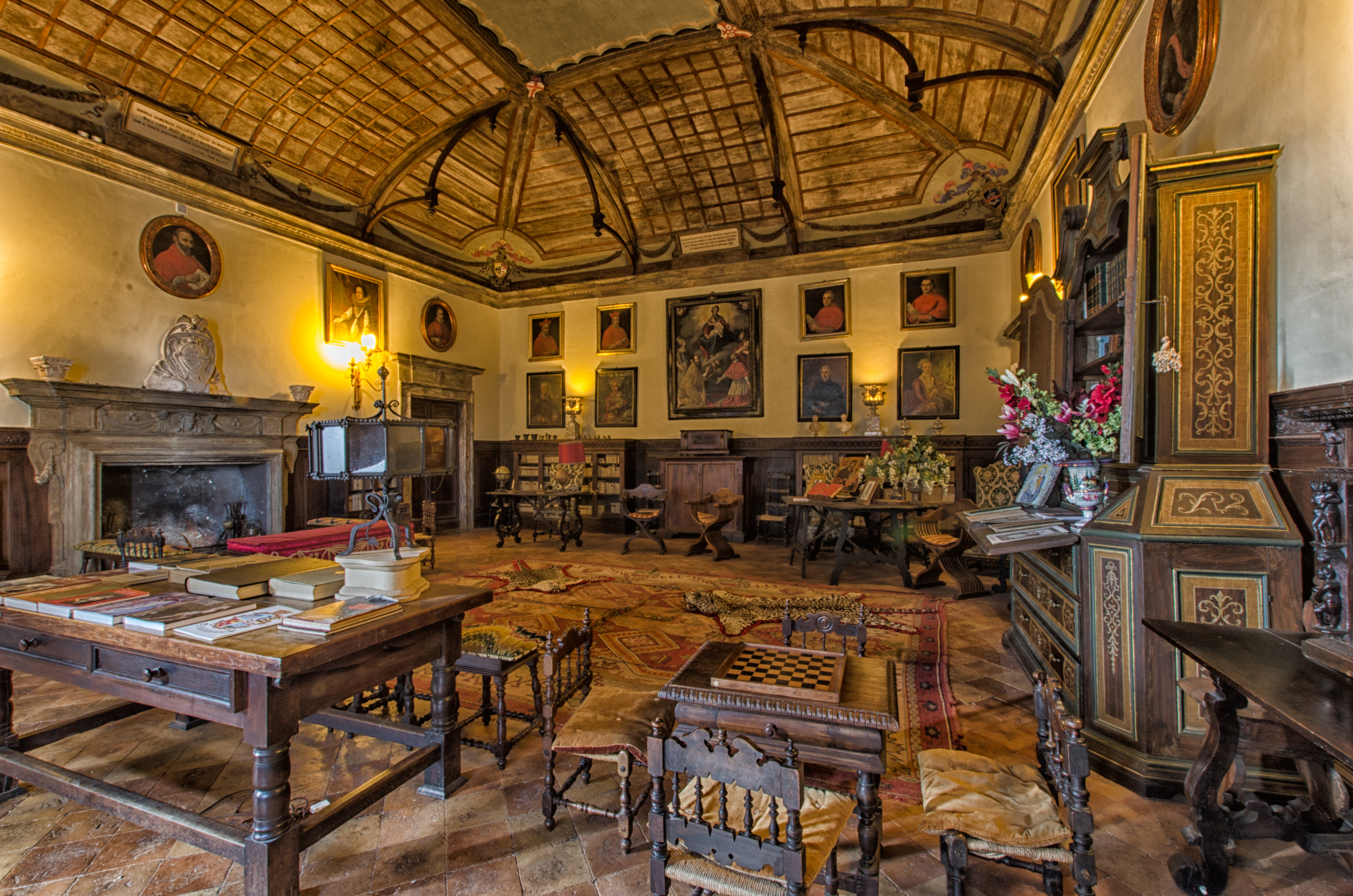
La bibliothèque.